# Гошадзе, Тенгиз Семёнович
Тенгиз Семенович Гошадзе (груз. თენგიზ სიმონის ძე გოშაძე; 24 мая 1926, Тбилиси — 6 апреля 2014) — грузинский актёр, сценарист и кинорежиссёр.

## Биография
Окончил Школу киноактера при Госкинпроме Грузии (1947), учился в Тбилисском педагогическом институте им. А. С. Пушкина (1951—1955), окончил режиссёрский факультет Тбилисского театрального института им. Ш.Руставели (1965).
С 1950 — ассистент режиссёра киностудии «Грузия-фильм», режиссёр дубляжа.
С 1976 — педагог актёрского мастерства кинофакультета Тбилисского театрального института им. Ш.Руставели.

## Фильмография

### Актёрские работы
- 1947 — Колыбель поэта
- 1948 — Кето и Котэ

### Режиссёрские работы
- 1964 — Мальчик и собака
- 1970 — Старые мельницы

### Сценарии
- 1970 — Старые мельницы